# Perles-et-Castelet
 Perles-et-Castelet  là một xã ở tỉnh Ariège, thuộc vùng Occitanie ở phía tây nam nước Pháp.